# سابرينا كلاوديو
سابرينا كلاوديو (بالإنجليزية: Sabrina Claudio)‏ هي مغنية أمريكية، ولدت في 19 سبتمبر 1996 في ميامي في الولايات المتحدة.

## وصلات خارجية
- سابرينا كلاوديو على موقع IMDb (الإنجليزية)
- سابرينا كلاوديو على موقع ميوزك برينز (الإنجليزية)
- سابرينا كلاوديو على موقع أول ميوزيك (الإنجليزية)
- سابرينا كلاوديو على موقع ديسكوغز (الإنجليزية)